# Cirknica
Cirknica este o localitate din comuna Šentilj, Slovenia, cu o populație de 100 de locuitori.